# Balogh Balázs (labdarúgó, 1990)
Balogh Balázs (Budapest, 1990. június 11. –) válogatott magyar labdarúgó, a Paks középpályása.

## Pályafutása
A labdarúgás alapjait az utánpótlás neveléssel foglalkozó Goldball FC-nél sajátította el. Ezt követően 14 éves korától a Ferencvárosi TC-ben játszott. 2008-ban Olaszországba került ahol az Empoli FC, majd a US Lecce második csapatában szerepelt egy-egy évet. Felnőtt labdarúgó pályafutását az Újpest FC-nél kezdte 2010-ben. Augusztus 27-én debütált az NB1-ben az MTK Budapest ellen, a 72. percben Sitku Illés cseréjeként lépett pályára. Szeptemberben a Szolnoki MÁV ellen megszerezte első gólját a hosszabbításban. A mérkőzést az Újpest nyerte 1–0-ra meg. 2011. április 20-án a Zalaegerszeg ellen a kapus mellett pöckölte el a labdát, majd a kapu közepébe lőtt, ezzel már 3–0-ra vezetett az Újpest. A mérkőzést végül 4–2-re a lilák nyerték meg. Májusban a Budapest Honvéd Ahjupera ugratta ki Lázárt, aki lövés helyett Baloghhoz passzolt, ő pedig öt méterről az üres kapuba továbbított. A szezon során 17 bajnokin 3 gólt szerzett, a kupában nem volt eredményes.
2017. június 15-én az élvonalban újonc Puskás AFC szerződtette. A szezon végén Magyar Kupa-döntőt játszottak az Újpest ellen, amelyet 2–2-es döntetlent követően büntetőkkel 5–4-re a fővárosi csapat nyert meg. Balogh kezdőként végigjátszotta a mérkőzést. A felcsúti csapatban két szezon alatt 44 bajnokin lépett pályára. 2019 nyarán távozott a csapattól és a Paksban folytatta pályafutását.

## Sikerei, díjai

### Klubcsapatokkal
Újpest
- Magyar kupagyőztes: 2014
- Magyar szuperkupa győztes: 2014
- Magyar kupadöntős: 2016

 Puskás Akadémia
- Magyar kupadöntős: 2018

 Paks
- Magyar kupadöntős: 2022
- Magyar kupagyőztes: 2024, [10] 2025[11]
- Magyar bajnokság ezüstérmes: 2023–24
- Magyar bajnokság bronzérmes: 2024–25

## Statisztika

### A válogatottban
| Magyarország | Magyarország | Magyarország |
| Év           | Mérk.        | Gólok        |
| ------------ | ------------ | ------------ |
| 2014         | 1            | 0            |
| 2015         | —            | —            |
| 2016         | —            | —            |
| 2017         | 1            | 0            |
| Összesen     | 2            | 0            |

### Mérkőzései a válogatottban
| Magyarország | Magyarország        | Magyarország                   | Magyarország | Magyarország | Magyarország   | Magyarország | Magyarország | Magyarország |
| #            | Dátum               | Helyszín                       | Hazai        | Eredmény     | Vendég         | Kiírás       | Gólok        | Esemény      |
| ------------ | ------------------- | ------------------------------ | ------------ | ------------ | -------------- | ------------ | ------------ | ------------ |
| 1.           | 2014. szeptember 7. | Budapest, Groupama Aréna       | Magyarország | 1 – 2        | Észak-Írország | Eb-selejtező | -            |              |
| 2.           | 2017. november 9.   | Luxembourg, Stade Josy Barthel | Luxemburg    | 2 – 1        | Magyarország   | barátságos   | -            | 83'          |
|              | Összesen            |                                |              | 2            | mérkőzés       |              | 0            | gól          |